# ويليام سيا
ويليام سيا (بالفرنسية: William Sea)‏ (3 مارس 1992 في فرنسا - ) هو لاعب كرة قدم فرنسي في مركز الهجوم. لعب مع نادي بريست وUSC Corte ‏.

## وصلات خارجية
- ويليام سيا على موقع رابطة كرة القدم الفرنسية للمحترفين (الإنجليزية)
- ويليام سيا على موقع قاعدة بيانات كرة القدم.إي يو (الإنجليزية)
- ويليام سيا على موقع Soccerway.com (الإنجليزية)